# Famille du Buisson de Courson
La famille du Buisson de Courson est une famille subsistante, originaire de Normandie et maintenue noble en 1637 et en 1704.
Elle compte parmi ses membres plusieurs hommes politiques.

## Histoire
La famille du Buisson de Courson est originaire de Normandie.
Gustave Chaix d'Est-Ange écrit que dans la réalité cette famille fut longtemps dans une situation nobiliaire très douteuse et qu'elle ne figure pas dans les recherches de Montfaut en 1463. Il ajoute que la filiation de cette famille remonte à un Jean du Buisson qui avant 1522 ne portait comme qualification que celle de noble homme et scientifique personne monsieur maître Jean du Buisson. En 1522 il est reçu docteur en médecine à l'université de Caen où il est par la suite professeur, il prend alors les qualifications de noble homme et d'écuyer dans certains actes. Chaix d'Est-Ange explique que les professeurs de droit ayant la noblesse personnelle les professeurs des autres spécialités les ont imités. Il possédait un domaine de Courson. Il mourut à Caen en 1531.
Son fils est qualifié de sieur de Courson, titre porté par ses descendants jusqu'en 1626, date de naissance de Pierre qui est le premier à porter le patronyme actuel, du Buisson de Courson.
Chaix d'Est-Ange écrit également : « la famille du Buisson de Courson appartient à la noblesse de l'ancienne généralité de Caen, en Normandie ». Elle est maintenue noble en la personne de Claude du Buisson (1595-1679), sieur de Courson, « le 11 décembre 1637 par jugement des commissaires royaux, puis le 3 octobre 1643 par jugement de M. le Roy de la Potterie, intendant de Caen, et enfin le 2 septembre 1656 par jugement de la Chambre souveraine établie pour la recherche des francs-fiefs en Normandie ». Son petit-fils, Pierre-Nicolas du Buisson, sieur de Courson, obtient le « maintien définitif de sa noblesse par jugement du 12 juin 1704 ». Le petit-fils de ce dernier, Dominique du Buisson de Courson (né en 1717), « prit part en 1789 aux assemblées de la noblesse tenues à Caen ». Enfin, « Un de ses descendants, Roger du Buisson de Courson, né à Bayeux en 1850, a été honoré du titre de comte romain par bref de S. S. Pie IX du 30 janvier 1877 ».
Des membres de cette famille ont participé aux deux conflits mondiaux du XXe siècle :
- Pendant la Première Guerre mondiale, au cours de laquelle le capitaine Robert de Courson (1880-1916) est mort pour la France[2].
- Pendant la Seconde Guerre mondiale, dans la Résistance à laquelle Germaine Lhuillier ép. de Courson (1889-1945), Guillaume de Courson (1912-1994), Aymard de Courson (1914-1985) et Hélène de Courson ép. de Chevigny (1917-2010) participent.

Richard de Courson (1878-1961), Guillaume de Courson (1912-1994), son fils Gilles de Courson (né en 1948), Aymard de Courson (1914-1985), son fils Charles de Courson (né en 1952), sont des hommes politiques.

## Filiation
- Roger (1850-1919), zouave pontifical, comte romain par bref du 30 janvier 1877, marié à Marie Noël d'Orsanne (1854-1883)
  - Richard (1878-1961), officier de cavalerie, administrateur de sociétés, conseiller général du Loiret, marié à Claire Grandet (1887-1980)
  - Robert (1880-1916), capitaine au 308e RI, mort pour la France[3], marié à Germaine Lhuillier (1889-1945), résistante française décédée en déportation à Bergen-Belsen
    - Guillaume (1912-1994), maire, conseiller général, résistant, marié à Huguette de La Rochelambert Monfort (1917-1971)
      - Gilles (né en 1948), conseiller général de l'Orne
      - 5 autres enfants

    - Aymard (1914-1985), maire, conseiller général, résistant, épouse Claude de Moustier, fille du marquis Léonel de Moustier, homme politique et résistant.
      - Charles (né en 1952), maire, 1er vice-président du conseil général de la Marne, conseiller départemental, député, rapporteur général du budget de l'Assemblée nationale.
      - 5 autres enfants

## Portrait

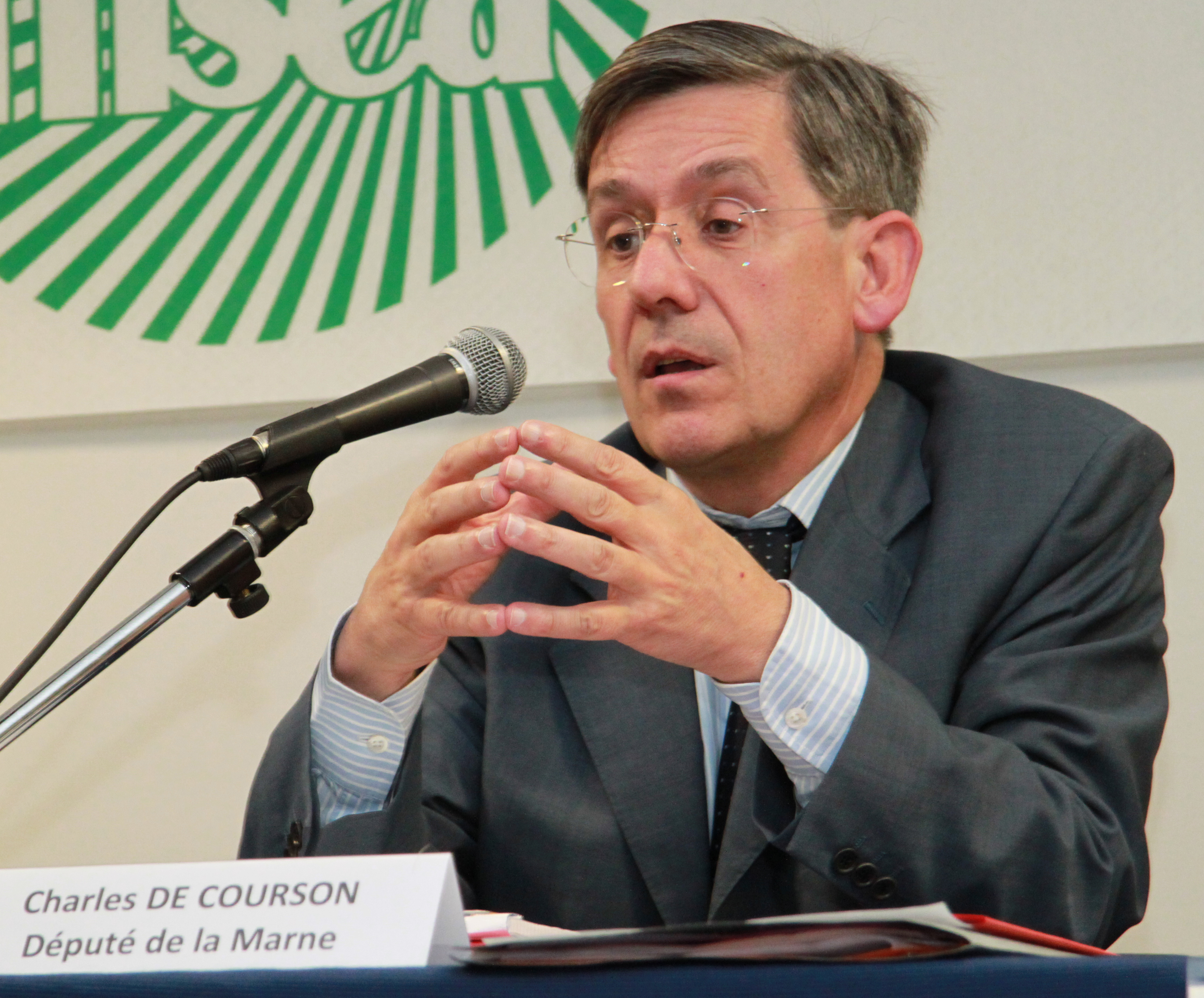
Charles de Courson

## Armes
La famille du Buisson de Courson porte les armes Écartelé, aux un et quatre d'argent au canton de gueules posé à dextre ; aux deux et trois d'azur à trois roses de buisson d'or.

## Titre
Roger du Buisson de Courson (1850-1919), ancien zouave pontifical, fut honoré du titre de comte romain par bref du pape Pie IX daté du 30 janvier 1877, titre porté, à sa suite, par l'aîné de ses descendants.